# Crinia fimbriata
A Crinia fimbriata a kétéltűek (Amphibia) osztályának békák (Anura) rendjébe, a Myobatrachidae családba, azon belül a Crinia nembe tartozó faj. Ausztráliában a 2010. évi Nemzeti Tudományos Hét (Science Week) során ezt a fajt a 2009-ben felfedezett új ausztrál fajok közül Ausztrália 10 legfontosabb újonnan felfedezett faja közé sorolták.

## Előfordulása
Ausztrália endemikus faja. Ausztrália Nyugat-Ausztrália államának Kimberley régiójában honos.

## Megjelenése
Kis termetű békafaj, testhossza elérheti a 20 mm-t. Háta vörösesbarna vagy világosbarna-szürke, sötétebb foltokkal. Hasi oldala barna, fehér foltokkal és pettyekkel. Pupillája csaknem kerek, a szivárványhártya aranyszínű. Lábán hosszanti vízszintes csíkok húzódnak. Sem a mellső, sem a hátsó lábán nincs úszóhártya, ujjain nincsenek korongok. A háton, a karokon és a lábakon élénk fehér foltok vannak.

## Életmódja
A nőstény a petéket köves talajú medencékbe rakja le. Az ebihalak hossza elérheti a 2 cm-t, aranybarna színűek, sötétbarna pöttyökkel tarkítva. Gyakran a víztestek alján maradnak, nincs pontos feljegyzés arról, hogy mennyi idő alatt fejlődnek békává. Tavasztól nyárig, esők után szaporodik.

## Természetvédelmi helyzete
A vörös lista nem tartja nyilván.